# ريكي رييس
ريكي رييس (بالإنجليزية: Ricky Reyes)‏ هو مصارع محترف كوبي وأمريكي، ولد في 28 أغسطس 1978 في سان بيرناردينو في الولايات المتحدة.

## روابط خارجية
- ريكي رييس على موقع CageMatch worker (الإنجليزية)
- ريكي رييس على موقع قاعدة بيانات المصارعة على الإنترنت (الإنجليزية)